# Liga Premier de Libia
La Liga Premier de Libia (en árabe: دوري الدرجة الأولى الليبي‎) es el máxima categoría del fútbol profesional en Libia, el campeonato es organizado por la Federación Libia de fútbol.

## Historia
La Premier League de Libia fue fundada en 1963, antes de eso se contaba con tres campeonatos provinciales, uno para cada una de las tres provincias, oriental, occidental y meridional bajo el reglamento italiano. La primera temporada de la liga a nivel nacional fue la temporada 1963-64, en la que participó el club Al-Ahly Trípoli por la Provincia Occidental, el Al-Ahly Benghazi por la Provincia Oriental y el Al-Hilal Sabha por la Provincia del Sur o meridional. Después de la retirada de Al-Hilal Sabha debido a falta de recursos, la liga se limitó a sólo dos equipos. El Al Ahli de Trípoli derrotó a Al-Ahly Benghazi en partidos de ida y regreso para convertirse en el primer campeón de Libia.
La liga históricamente ha estado dominada por dos clubes: el Al-Ittihad Trípoli y el Al-Ahly Trípoli, ambos con sede en la capital del país Trípoli, asimismo 40 de los 41 títulos han sido ganados por clubes de las dos ciudades más grandes del país Bengasi y Trípoli.
La liga está compuesta por 16 equipos. Durante la temporada de la Liga, los equipos juegan por el sistema de todos contra todos, como locales y visitantes, un total de 30 partidos. Al final de la temporada, dos equipos descienden automáticamente de la Primera División. El campeón y subcampeón de la Segunda División, toman sus lugares. El equipo campeón y subcampeón clasifican a la Liga de Campeones de la CAF mientras que el tercer lugar a la Copa Confederación de la CAF.
La liga fue suspendida entre 2011 y 2014 debido a la Guerra civil de Libia iniciada en 2011 y sus posteriores consecuencias.

## Equipos 2022-23

Libia.

| Club                | Ciudad   | Estadio                          | Capacidad |
| ------------------- | -------- | -------------------------------- | --------- |
| Abu Salem SC        | Trípoli  | Estadio Internacional de Trípoli | 45 000    |
| Al-Ahly Bengasi     | Bengasi  | Estadio Mártires de Febrero      | 10 550    |
| Al-Ahli Trípoli     | Trípoli  | Estadio Internacional de Trípoli | 45 000    |
| Al-Akhdar           | Al Baida | Estadio Al-Bayda                 | 7000      |
| Al-Khmes SC         | Trípoli  | Estadio Internacional de Trípoli | 45 000    |
| Al-Hilal            | Bengasi  | Estadio Mártires de Febrero      | 10 550    |
| Al-Ittihad          | Trípoli  | Estadio Internacional de Trípoli | 45 000    |
| Al-Ittihad Misurata | Misurata | Estadio Misurata                 | 10 000    |
| Asaria SC           | Trípoli  | Estadio Internacional de Trípoli | 45 000    |
| Al-Madina           | Trípoli  | Estadio Internacional de Trípoli | 45 000    |
| Al-Mahalla          | Trípoli  | Estadio Internacional de Trípoli | 45 000    |
| Al-Nasr             | Bengasi  | Estadio Mártires de Febrero      | 10 550    |
| Al-Sadaqa SC        | Shahhat  | Estadio Shahhat                  | 10 000    |
| Al Ta'awon          | Ajdabiya | Estadio Mártires de Febrero      | 10 550    |
| Al-Tahaddy          | Bengasi  | Estadio Mártires de Febrero      | 10 550    |
| Al-Suqoor SC        | Tobruk   | Estadio 2 de Marzo               | 8000      |
| Asswehly SC         | Misurata | Estadio Misurata                 | 10 000    |
| Darnes SC           | Derna    | Estadio Derna                    | 7000      |
| Olympic Azzaweya    | Zauía    | Estadio Zaawia                   | 14 000    |
| Shabaab al Jabal    | Shahhat  | Estadio Shahhat                  | 10 000    |

## Palmarés
| Temporada | Campeón                                     | Subcampeón                                  |              |
| --------- | ------------------------------------------- | ------------------------------------------- | ------------ |
| 1963-64   | Al-Ahly Trípoli                             | Al-Ahly Benghazi                            |              |
| 1964-65   | Al-Ittihad Trípoli                          | Al-Hilal Benghazi                           |              |
| 1965-66   | Al-Ittihad Trípoli                          | Darnes SCSC                                 |              |
| 1966-68   | Al-Tahaddy Benghazi                         | Al-Ittihad Trípoli                          |              |
| 1968-69   | Al-Ittihad Trípoli                          | Al-Ahly Benghazi                            |              |
| 1969-70   | Al-Ahly Benghazi                            | Al-Ahly Trípoli                             |              |
| 1970-71   | Al-Ahly Trípoli                             | Al-Ahly Benghazi                            |              |
| 1971-72   | Al-Ahly Benghazi                            | Al-Ahly Trípoli                             |              |
| 1972-73   | Al-Ahly Trípoli                             | Al-Ahly Benghazi                            |              |
| 1973-74   | Al-Ahly Trípoli                             | Al Afriqi Darnah                            |              |
| 1974-75   | Al-Ahly Benghazi                            | Al-Ahly Trípoli                             |              |
| 1975-76   | Al-Madina Trípoli                           | Al-Ahly Benghazi                            |              |
| 1976-77   | Al-Tahaddy Benghazi                         | Al-Ittihad Trípoli                          |              |
| 1977-78   | Al-Ahly Trípoli                             | Al-Nasr Benghazi                            |              |
| 1978-79   | No finalizado                               | No finalizado                               |              |
| 1979-1982 | No disputado                                | No disputado                                |              |
| 1982-83   | Al-Madina Trípoli                           | Al-Ahly Trípoli                             |              |
| 1983-84   | Al-Ahly Trípoli                             | Al-Nasr Benghazi                            |              |
| 1984-85   | Al-Dhahra Trípoli                           | Al-Ahly Benghazi                            |              |
| 1985-86   | Al-Ittihad Trípoli                          | Al-Ahly Trípoli                             |              |
| 1986-87   | Al-Nasr Benghazi                            | Al-Madina Trípoli                           |              |
| 1987-88   | Al-Ittihad Trípoli                          | Al-Ahly Trípoli                             |              |
| 1988-89   | Al-Ittihad Trípoli                          | Al-Suqoor Club                              |              |
| 1989-90   | Al-Ittihad Trípoli                          | Al-Madina Trípoli                           |              |
| 1990-91   | Al-Ittihad Trípoli                          | Al-Ahly Benghazi                            |              |
| 1991-92   | Al-Ahly Benghazi                            | Al-Ahly Trípoli                             |              |
| 1992-93   | Al-Ahly Trípoli                             | Al-Ittihad Trípoli                          |              |
| 1993-94   | Al-Ahly Trípoli                             | Al-Ittihad Trípoli                          |              |
| 1994-95   | Al-Ahly Trípoli                             | Al-Ittihad Trípoli                          |              |
| 1995-96   | Al-Shat Trípoli                             | Al-Ittihad Trípoli                          |              |
| 1996-97   | Al-Tahaddy Benghazi                         | Al Mahalah Trípoli                          |              |
| 1997-98   | Al-Mahalah Trípoli                          |                                             |              |
| 1998-99   | Al-Mahalah Trípoli                          | Al-Shat Trípoli                             |              |
| 1999-00   | Al-Ahly Trípoli                             | Al-Hilal Benghazi                           |              |
| 2000-01   | Al-Madina Trípoli                           | Al-Tahaddy Benghazi                         |              |
| 2001-02   | Al-Ittihad Trípoli                          | Al-Nasr Benghazi                            |              |
| 2002-03   | Al-Ittihad Trípoli                          | Al-Nasr Benghazi                            |              |
| 2003-04   | Al Olympic Zaouia                           | Al-Ittihad Trípoli                          |              |
| 2004-05   | Al-Ittihad Trípoli                          | Al Urouba Ajelat                            |              |
| 2005-06   | Al-Ittihad Trípoli                          | Al-Ahly Trípoli                             |              |
| 2006-07   | Al-Ittihad Trípoli                          | Al-Ahly Trípoli                             |              |
| 2007-08   | Al-Ittihad Trípoli                          | Al-Ahly Trípoli                             |              |
| 2008-09   | Al-Ittihad Trípoli                          | Al-Ahly Benghazi                            |              |
| 2009-10   | Al-Ittihad Trípoli                          | Al-Ahly Benghazi                            |              |
| 2010-11   | No finalizado por la Guerra de Libia (2011) | No finalizado por la Guerra de Libia (2011) |              |
| 2011-12   | No disputado                                | No disputado                                |              |
| 2012-13   | No disputado                                | No disputado                                |              |
| 2013-14   | Al-Ahly Trípoli                             | Al-Ittihad Trípoli                          |              |
| 2014-15   | No disputado por la Guerra de Libia (2014)  | No disputado por la Guerra de Libia (2014)  |              |
| 2016      | Al-Ahly Trípoli                             | Asswehly SC                                 |              |
| 2017-18   | Al-Nasr Benghazi                            | Al-Ahly Benghazi                            |              |
| 2018-19   | No finalizado                               | No finalizado                               |              |
| 2019-20   | No disputado                                | No disputado                                | No disputado |
| 2020-21   | Al-Ittihad Trípoli                          | Al-Ahly Trípoli                             |              |
| 2021-22   | Al-Ittihad Trípoli                          | Al-Ahly Trípoli                             |              |
| 2022-23   | Al-Ahly Trípoli                             | Al-Ahly Benghazi                            |              |
| 2023-24   | Al-Nasr Benghazi                            | Al-Ahly Benghazi                            |              |

## Títulos por club
| Club                | Campeón | 2° | Años campeón                                                                                               |
| ------------------- | ------- | -- | --- |
| Al-Ittihad Trípoli  | 18      | 8  | 1965, 1966, 1969, 1986, 1988, 1989, 1990, 1991, 2002, 2003, 2005, 2006, 2007, 2008, 2009, 2010, 2021, 2022 |
| Al-Ahly Trípoli     | 13      | 12 | 1964, 1971, 1973, 1974, 1978, 1984, 1993, 1994, 1995, 2000, 2014, 2016, 2023                               |
| Al-Ahly Benghazi    | 4       | 12 | 1970, 1972, 1975, 1992                                                                                     |
| Al-Nasr Benghazi    | 3       | 4  | 1987, 2018, 2024                                                                                           |
| Al-Madina Trípoli   | 3       | 2  | 1976, 1983, 2001                                                                                           |
| Al-Tahaddy Benghazi | 3       | 1  | 1967, 1977, 1997                                                                                           |
| Al Mahalah Trípoli  | 2       | 1  | 1998, 1999                                                                                                 |
| Al-Shat Trípoli     | 1       | 1  | 1996 |
| Al Dhahra Trípoli   | 1       | -  | 1985 |
| Al Olympic Zaouia   | 1       | -  | 2004 |
| Al-Hilal Benghazi   | -       | 2  | --- |
| Al Soukour Tobruk   | -       | 1  | --- |
| Al Afriqi Darnah    | -       | 1  | --- |
| Darnes SCSC         | -       | 1  | --- |
| Al Urouba Ajelat    | -       | 1  | --- |
| Asswehly SC         | -       | 1  | --- |

### Títulos por Ciudad
| Ciudad  | Títulos | Clubes campeones |
| ------- | ------- | --- |
| Trípoli | 37      | Al-Ittihad Trípoli (18), Al-Ahly Trípoli (12), Al Madina Trípoli (3), Al Mahalah Trípoli (2), Al Dhahra Trípoli (1), Al-Shat Trípoli (1) |
| Bengasi | 10      | Al-Ahly Benghazi (4), Al-Tahaddy Benghazi (3), Al-Nasr Benghazi (3)                                                                      |
| Zauiya  | 1       | Al Olympic Zaouia (1) |

## Máximos goleadores
| Temporada | Máximo Goleador                             | Club                                        | Goles                                       |
| --------- | ------------------------------------------- | ------------------------------------------- | ------------------------------------------- |
| 1963-64   | Ahmed Ben Sawed                             | Al-Ahly Benghazi                            | 19                                          |
| 1964-65   | Ahmed Ben Sawed                             | Al-Ahly Benghazi                            | 18                                          |
| 1965-66   | Ahmed Al Ahwal                              | Al-Ittihad Trípoli                          | 14                                          |
| 1966-1968 | Hassan Snousi                               | Al-Ahly Trípoli                             | 12                                          |
| 1968-69   | Mohamed Boughalia                           | Al-Ahly Trípoli                             | 16                                          |
| 1970-71   | Yousef Sidqi                                | Al-Nasr Benghazi                            | 15                                          |
| 1971-72   | Yousef Sidqi                                | Al-Nasr Benghazi                            | 12                                          |
| 1972-73   | Nouri Alsirri                               | Al-Madina Trípoli                           | 17                                          |
| 1973-74   | Nouri Alsirri                               | Al-Madina Trípoli                           | 13                                          |
| 1974-75   | Nouri Alsirri                               | Al-Madina Trípoli                           | 17                                          |
| 1975-76   | Mustafa Belhaaj                             | Al-Madina Trípoli                           | 19                                          |
| 1976-77   | Abubakr Douzan                              | Al-Madina Trípoli                           | 15                                          |
| 1977-78   | Fahim Raqs                                  | Al-Ahly Trípoli                             | 8                                           |
| 1978-79   | No finalizado                               | No finalizado                               | No finalizado                               |
| 1979-1982 | No disputado                                | No disputado                                | No disputado                                |
| 1982-83   | Nouri Alsirri                               | Al-Madina Trípoli                           | 17                                          |
| 1983-84   | Abdulraouf Ferjany                          | Al-Dhahra Trípoli                           | 11                                          |
| 1984-85   | Ramadan Barnaoui                            | Al-Ahly Benghazi                            | 9                                           |
| 1985-86   | Salim Bou Jarrad                            | Al-Ittihad Trípoli                          | 11                                          |
| 1986-87   | Faraj Barasi                                | Al-Nasr Benghazi                            | 12                                          |
| 1987-88   | Salim Bou Jarrad                            | Al-Ittihad Trípoli                          | 11                                          |
| 1988-89   | Faraj Meeloud                               | Al-Tahaddy Benghazi                         | 6                                           |
| 1989-90   | Ali Bashary Nasr Badr                       | Al-Ahly Benghazi Al Afriqi Darnah           | 11                                          |
| 1990-91   | Idris Mikraaz                               | Darnes SCSC                                 | 11                                          |
| 1991-92   | Abdelhakeem Suwayyah                        | Al-Tersana Trípoli                          | 12                                          |
| 1992-93   | Abdelhakeem Suwayyah                        | Al-Tersana Trípoli                          | 14                                          |
| 1993-94   | Idrees Mikraaz                              | Al-Ahly Trípoli                             | 19                                          |
| 1994-95   | Mohamed Milaad Hassan Othman                | Al Ittihad Gheryan Al Morooj                | 6                                           |
| 1995-96   | Muammar Masoud                              | Al-Shat Trípoli                             | 10                                          |
| 1996-97   | Khalifa Maqinny                             | Al-Hilal Benghazi                           | 12                                          |
| 1997-98   | Khalifa Maqinny                             | Al-Hilal Benghazi                           | 14                                          |
| 1998-99   | Mustafa Ramadan Abdelaaty Qubay             | Al-Ahly Benghazi Al Intilaaq                | 13                                          |
| 1999-00   | Ahmed Saad Osman                            | Benghazi Al Jadeeda                         | 8                                           |
| 2000-01   | Ashraf Muammar Ali Melyaan                  | Al-Tahaddy Benghazi Al-Madina Trípoli       | 14                                          |
| 2001-02   | Al-Saadi Gaddafi                            | Al-Ittihad Trípoli                          | 19                                          |
| 2002-03   | Ahmed Faraj El Masli Khaled Shallabi        | Al-Nasr Benghazi Al-Madina Trípoli          | 13                                          |
| 2003-04   | Ahmed Saad Osman                            | Al-Nasr Benghazi                            | 14                                          |
| 2004-05   | Sheikh Sedao                                | Al Urouba Ajelat                            | 12                                          |
| 2005-06   | Samir Al Wahaj                              | Al Wahda Trípoli                            | 18                                          |
| 2006-07   | Walid Shebli                                | Al-Madina Trípoli                           | 13                                          |
| 2007-08   | Abdelhameed Zidane                          | Al Akhdhar SC                               | 21                                          |
| 2008-09   | Samir Al Wahaj                              | Al-Tersana Trípoli                          | 19                                          |
| 2009-10   | Rasheed Al Deasy                            | Al-Shat Trípoli                             | 15                                          |
| 2010-11   | No finalizado por la Guerra de Libia (2011) | No finalizado por la Guerra de Libia (2011) | No finalizado por la Guerra de Libia (2011) |
| 2011-12   | No disputado                                | No disputado                                | No disputado                                |
| 2012-13   | No disputado                                | No disputado                                | No disputado                                |
| 2013-14   | Mohamed Al Ghanodi                          | Al-Ittihad Trípoli                          |                                             |
| 2014-15   | No disputado por la Guerra de Libia (2014)  | No disputado por la Guerra de Libia (2014)  | No disputado por la Guerra de Libia (2014)  |
| 2016      | Salem Roma                                  | Al-Nasr Benghazi                            | 8                                           |
| 2017-18   | Ahmed Krawa'a                               | Al-Ahly Benghazi                            | 11                                          |
| 2018-19   | No finalizado                               | No finalizado                               | No finalizado                               |
| 2019-20   | No disputado                                | No disputado                                | No disputado                                |